# Nina Onilova
Nina Andreyevna Onilova (em russo:  Нина Андреевна Онилова, em ucraniano:  Ніна Андріївна Онілова; Novonikolayevka, 10 de abril de 1921 – Mekenziya, 8 de março de 1942) foi uma operadora de metralhadora soviética do Exército Vermelho, 25ª Divisão de Rifles, que lutou contra os nazistas perto de Odessa e Sevastopol de 1941 a 1942.
Foi condecorada com a Ordem da Bandeira Vermelha, primeira condecoração militar da União Soviética e a maior do país antes da criação da Ordem de Lênin, depois de destruir um tanque alemão munida de coquetéis Molotov.

## Biografia
Nina nasceu em 1921 perto da atual cidade ucraniana de Odessa, na Ucrânia, filha de camponeses e levada a um orfanato da cidade depois da morte de seus pais. Foi membro da Komsomol e começou a trabalhar em uma fábrica têxtil antes da eclosão da Segunda Guerra Mundial.
Nina se interessou por artilharia depois de assistir ao filme Chapaev, de 1934, um popular filme em preto e branco de guerra baseado na vida de Vasily Chapayev, comandante da Guerra Civil Russa, estrelado por Varvara Myasnikova, como Anka, uma corajosa operadora de metralhadora. Nina então começou a ter aulas de artilharia com o grupo paramilitar da sua fábrica.

## Carreira
A Alemanha Nazista invadiu a União Soviética em 22 de junho de 1941. Nina foi voluntária do Exército Vermelho quando o Cerco de Odessa começou em agosto de 1941. Originalmente, ela era paramédica do 54º Regimento de Artilharia na 25ª Divisão de Rifles, mas tão logo seu treinamento se provou útil como operadora de metralhadora, ela assumiu o comando de uma delas, que estava emperrada, limpou-a e começou a atirar contra os alemães que vinham na direção do destacamento.
Nina se feriu gravemente quando os alemães apertaram o cerco em setembro de 1941, mas escolheu permanecer junto de sua unidade quando ela acabou retomando posições em torno de Sevastopol, junto das tropas costeiras em preparação ao ataque alemão à Península da Criméia e a cidade de Sebastopol. Nina participou da defesa de Sebastopol na vila de Mekenziya, cerca de 9 quilômetros a leste do centro da cidade.

## Morte
Em novembro de 1941, Nina se arrastou por cerca de 23 metros em terreno aberto para destruir um tanque alemão com dois coquetéis Molotov, que incendiaram a torre de tiro do tanque, incinerando a tripulação em seu interior. Nina lutou por mais quatro meses depois da ação que lhe rendeu a condecoração da Ordem da Bandeira Vermelha, ela foi atingida por disparos durante uma batalha na Crimeia em 1 de março e internada no hospital, onde morreu devido aos ferimentos em 8 de março de 1942. Antes de morrer, ela começou a escrever uma carta para a atriz Varvara Myasnikova, que a inspirou a se juntar ao Exército Vermelho, mas Nina morreu antes de poder terminar.

## Prêmios
Por seus atos de bravura em batalha, Nina foi condecorada com a Ordem da Bandeira Vermelha, a Ordem de Lênin, em 1965 e a medalha de Herói da União Soviética.